# Gardar Svavarsson
Gardar Svavarsson (Garðar), un vikingo originario de Suecia, fue el primer escandinavo en vivir en Islandia algunas décadas después de su descubrimiento por parte del vikingo Naddoddr, aunque Hauksbók induce a pensar que fue Gardar el descubridor de la isla.
Según la edición de Haukr Erlendsson del Landnámabók, Gardar poseía tierras en Selandia y estaba casado con una mujer de las islas Hébridas. Durante un viaje a esas islas (durante el año 860) con el objetivo de reclamar la herencia de su suegro, se vio envuelto en una tormenta. Dicha tormenta le condujo hasta el norte de Islandia, llegando finalmente a la bahía de Skjálfandi. Allí se construyó una casa en la que permaneció durante un invierno. Desde entonces, la población más importante de la zona se denomina Húsavík, cuya traducción es "bahía de la casa".
Después de su regreso a su país de origen, bautizó a la tierra en la que había vivido Garðarshólmi. Poco más se sabe sobre su vida después de su permanencia en Islandia, aunque se sabe que su hijo Uni el Danés emigró a la isla. Uni fue el padre de Hróar Tungugoði.